# Sebastian Shaw (comics)
Pour les articles homonymes, voir Sebastian Shaw et Shaw.
Sebastian Shaw est un super-vilain évoluant dans l'univers Marvel de la maison d'édition Marvel Comics. Créé par le scénariste Chris Claremont et le dessinateur John Byrne, le personnage de fiction apparaît pour la première fois dans le comic book Uncanny X-Men #129 en janvier 1980.
Sebastian Shaw est un mutant, qui a été le chef et Roi Noir du Club des damnés.

## Biographie du personnage

### Origines
Sebastian Shaw est issu d'une famille pauvre, mais a étudié à l'Université de Pittsburgh, à la mort de son père Jacob. Grâce à ses talents d'homme d'affaires, il prend la tête de Shaw Industries, une firme multinationale spécialisée dans l'armement et la défense. À 30 ans, il est millionnaire. Il rejoint alors le Cercle intérieur du Club des damnés et est promu « Bishop Noir ».
Il usurpe ensuite le contrôle en tant que « Roi Noir » et place à ses côtés les ambitieux Emma Frost, Donald Pierce et Harry Leland. À son insu, sa servante Tessa est une espionne engagée par Charles Xavier. Il se lie avec les officiels du gouvernements anti-mutants, cachant sa nature et est à l'origine de la poursuite du Projet Wide Awake. Il affronte à plusieurs reprises les X-Men. Plus tard, il est dépossédé de son titre par son propre fils, Shinobi, qui tente même de le tuer.
Shaw se fait passer pour mort, puis il reprend son titre. Une fois, Sebastian Shaw agit pour le bien d'autrui lorsqu'il tente de mettre fin à un trafic d'esclaves, avec l'aide de Solar, et de Courtney Ross, la Reine Blanche. Son projet réussit mais il est gravement blessé dans son combat contre Donald Pierce. Cependant, il retourne du mauvais côté lorsqu'il s'allie avec Cassandra Nova.

### Après leMessiah Complex
Plus tard, à la suite d'un incident au Club des Damnés, Solar découvre que Shaw maintient depuis des dizaines d'années un appareil appelé Cronus. Shaw révèle qu'il s'agissait d'un plan de résurrection orchestré par Mister Sinistre si ce dernier venait à mourir : une machine le réincarnerait dans le corps d'un des patients qu'il avait eu, alors encore enfants (Xavier, Caïn Marko, Irène Adler et Sebastian Shaw lui-même). L'appareil a été construit par son père Jacob, quand il était assistant de Sinistre. Shaw s'allie alors avec Gambit et Charles Xavier pour contrer le plan de Sinistre.

### Luttes internes
Pour récupérer le contrôle du Club, Shaw fait assassiner son fils Shinobi, et travaille avec Claudine Renko. Ils tentent d'utiliser Daken pour accomplir leur projet, mais Wolverine et Charles Xavier déjouent leur plan. Par la suite, il entre en conflit avec Emma Frost, alors l'alliée de Namor et décide de se venger en envoyant une Sentinelle reprogrammée pour détruire Atlantis. Namor, furieux de cette agression, recherche Shaw, mais ses souvenirs de l'évènement sont effacés par Séléné. Emma découvre cela et elle fait croire à Namor qu'elle avait elle-même éliminée Shaw. En réalité, ce dernier a été capturé et incarcéré par Danger, sous l'île Utopia où il est torturé mentalement par Emma.

## Pouvoirs et capacités
Sebastian Shaw est un mutant capable d'absorber l'énergie cinétique afin d'augmenter sa force, sa vitesse et sa résistance physique. Chaque coup qu'il reçoit le rend plus fort. Il a aussi montré la capacité à absorber l'énergie électrique, comme un éclair de Tornade.
Son pouvoir peut cependant être court-circuité par un gain d’énergie trop important, Shaw perdant alors connaissance. Il est en outre vulnérable aux attaques télépathiques.

## Apparitions dans d'autres médias
Sauf indication contraire, les informations mentionnées dans cette section peuvent être confirmées par la base de données cinématographiques IMDb,  présente dans la section « Liens externes ».

### Films

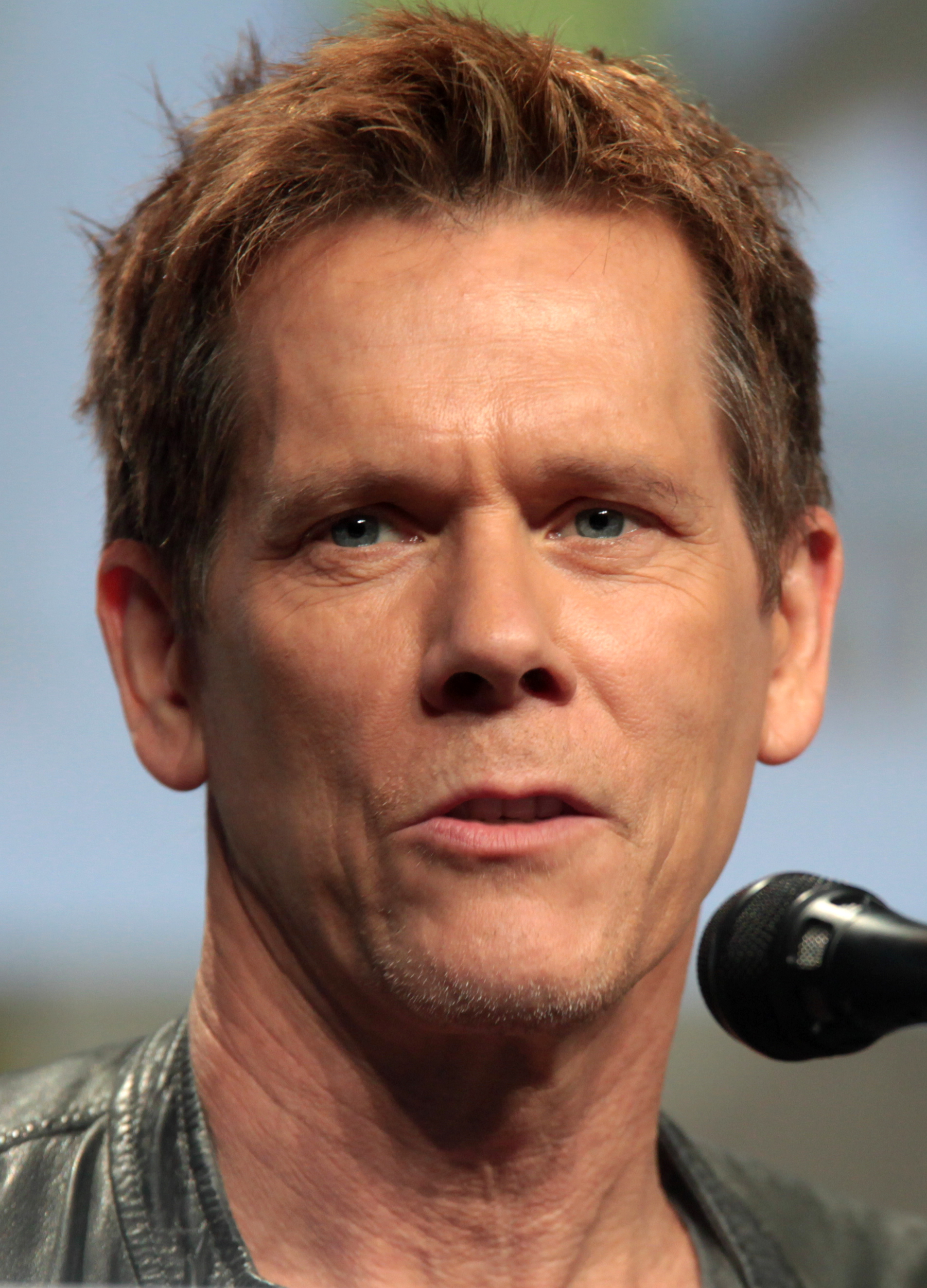
L'acteur Kevin Bacon incarne Sebastian Shaw dans le film X-Men : Le commencement (2011).

Interprété par Kevin Bacon dans la 2e trilogie X-Men
- 2011 : X-Men : Le Commencement réalisé par Matthew Vaughn – À l'issue des événements qui révélèrent les pouvoirs du jeune Erik Lehnsherr pendant la déportation de sa famille, Shaw (sous le pseudonyme de Dr. Klaus Schmidt) le prend sous son aile et amplifie ses pouvoirs en canalisant sa colère et sa tristesse. Dans ce but, il assassine sa mère sous ses yeux. Par la suite, alors que le monde est en pleine guerre froide, Shaw et son Club des damnés (Azazel, Emma Frost, Riptide) souhaitent déclencher une Troisième Guerre mondiale, qui aurait un conflit nucléaire pour conséquence. Le but étant de générer une radioactivité capable de précipiter l'apparition des mutations chez les non-mutants et ainsi de garantir l'hégémonie mutante. Il est stoppé par l'équipe de Xavier, mais Magnéto souhaite venger la mort de sa mère et l'assassine finalement, bien que ce dernier partage l'opinion de Shaw sur la suprématie des mutants sur les humains.